# Run Devil Run
Run Devil Run („Lauf, Teufel, lauf“) ist das zwölfte Soloalbum von Paul McCartney. Gleichzeitig ist es einschließlich der Wings-Alben, der Fireman-Alben, der klassischen Alben, der Livealben und Kompilationsalben das 30. Album von Paul McCartney nach der Trennung der Beatles. Es wurde am 4. Oktober 1999 in Großbritannien und am 5. Oktober 1999 in den USA veröffentlicht.

## Entstehung

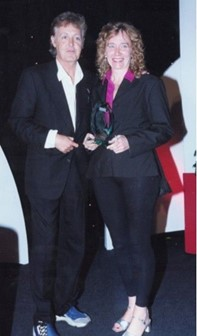
Paul McCartney mit Juliet Gellatley bei der Vergabe des Linda McCartney Award for Animal Welfare, 1999

Fast zwölf Jahre nach den Aufnahmen zu seinem ersten Rock-’n’-Roll-Album Снова в СССР beschloss Paul McCartney ein weiteres aufzunehmen, so befinden sich auf dem Album von Paul McCartney ausgewählte Rock-’n’-Roll-Lieder der 1950er Jahre und drei neue McCartney-Kompositionen (What It Is, Try Not to Cry und der Titelsong Run Devil Run), die sich musikalisch in das Album einfügen. Run Devil Run steht zudem für ein einschneidendes Erlebnis in McCartneys Leben, da es sein erstes Projekt nach dem Tod seiner Ehefrau Linda war, die am 17. April 1998 verstarb. Mit dem Album und dem dazugehörigen Auftritt im Cavern Club am 14. Dezember 1999 in Liverpool kehrte Paul McCartney zu seinen musikalischen Wurzeln zurück.
McCartney versuchte eine Live-Atmosphäre bei den Aufnahmen der Lieder zu schaffen, so wie man sie bei den frühen Beatles-Liedern heraushören kann. Als Co-Produzenten engagierte Paul McCartney Chris Thomas, der bereits beim letzten Wings-Album Back to the Egg als Produzent tätig gewesen war, und ließ die Aufnahmen in den Abbey Road Studios stattfinden, in denen bereits die Beatles ihre Alben aufgenommen hatten. Chris Thomas sagte zur Entstehung des Albums: "Er (McCartney) dachte nicht, dass es die nächste große Platte werden würde. Er war einfach frei, sich zu amüsieren."
Als Begleitmusiker lud Paul McCartney unter anderen den Pink-Floyd-Gitarristen David Gilmour ein, mit dem er bereits zusammen an Rockestra, Give My Regards to Broad Street und Flowers in the Dirt gearbeitet hatte, und Mick Green, der bereits an Снова в СССР mitgewirkt hatte, sowie den Deep-Purple-Schlagzeuger Ian Paice. Die Aufnahmesessions fanden vom 1. bis zum 5. März statt, zwei weitere am 4. und 5. Mai 1999. McCartney schrieb im CD-Begleitheft zu den Vorbereitungen zum Album: "In der Woche zuvor fragte Ian (Paice) Co-Produzent Chris Thomas: "Irgendeine Idee, welche Songs wir machen werden, nur damit ich ein paar Hausaufgaben machen kann?" Ich sagte nein: "Keine Hausaufgaben für dieses Projekt. Ich wollte wirklich, dass es frisch ist – so wie es im Cavern (Club) war."
In der ersten Session am 1. März 1999 wurden I Got Stung, Coquette und die B-Seite Fabulous aufgenommen am nächsten Tag folgte Shake A Hand und Movie Magg. Am 3. März stellten sie Honey Hush, Lonesome Town und Run Devil Run fertig. Party und What It Is wurden am 4. März aufgenommen, gefolgt von Brown Eyed Handsome Man, No Other Baby, She Said Yeah und Blue Jean Bop am 5. März. Es folgte eine zweimonatige Pause, bevor die Aufnahmen fortgesetzt wurden, wiederum in den Abbey Road Studios. Die beiden restlichen Songs, All Shook Up und Try Not To Cry, wurden am 4. und 5. Mai 1999 aufgenommen.
Während eines Familienaufenthalts im Januar 1999 in Atlanta, USA, fanden Paul und James McCartney in dem Drugstore Miller’s Rexall ein Mittel mit der Bezeichnung Run Devil Run, das „böse“ Geister fernhalten soll. Dieser Name wurde dann für ein Lied und das Album verwendet.
Das Album erschien am 4. Oktober 1999 und wurde von den Musikkritikern größtenteils positiv aufgenommen. In Europa erschien das Album auch als Vinyl-Langspielplatte.
Paul McCartney trat am 11. Dezember 1999 in der deutschen Unterhaltungsshow Wetten, dass..? auf und brachte seine neue Single No Other Baby dar.

## Covergestaltung
Das Cover entwarf Norman Hathaway, das Coverfoto stammt von Dave Fine. Weitere Fotos, die für das CD-Heft benutzt wurden, sind von Richard Haughton, Michael McCartney, John Hammel und Mike Owen, die Zeichnungen stammen von Klaus Voormann. Der CD liegt ein 28-seitiges bebildertes Begleitheft bei, das Information zum Album, zu den Liedern und die Liedtexte enthält.

## Titelliste
1. Blue Jean Bop (Gene Vincent, Morris Levy) – 1:57
2. She Said Yeah (Larry Williams) – 2:07
3. All Shook Up (Otis Blackwell, Elvis Presley) – 2:06
4. Run Devil Run (Paul McCartney) – 2:36
5. No Other Baby (Dickie Bishop, Bob Watson) – 4:18
6. Lonesome Town (Baker Knight) – 3:30
7. Try Not to Cry (Paul McCartney) – 2:41
8. Movie Magg (Carl Perkins) – 2:39
9. Brown Eyed Handsome Man (Chuck Berry) – 2:47
10. What It Is (Paul McCartney) – 2:23
11. Coquette (Johnny Green, Gus Kahn, Carmen Lombardo) – 2:43
12. I Got Stung (David Hill, Aaron Schroeder) – 2:40
13. Honey Hush (Joe Turner) – 2:36
14. Shake a Hand (Joe Morris) – 3:52
15. Party (Jessie Mae Robinson) – 2:38

iTunes Bonus-Titel (2007)
Fabulous (Harry Land, Jon Sheldon) – 2:16

## Sonderausgaben
- Zeitgleich zur CD-Albumveröffentlichung erschien eine limitierte Ausgabe von Run Devil Run in Europa und den USA mit einer Interview-CD (Länge 40:47 Minuten), das Interview wurde von Laura Gross geführt und von Eddy Pumer produziert. Die beiden CDs befinden sich in einem Pappschuber, der ein verändertes Cover von Run Devil Run hat.
- In den USA wurde in zwei Handelsketten Run Devil Run mit einer Bonus-CD mit vier Liedern, die die Originalversionen beinhaltet, vertrieben: Blue Jean Bop (Gene Vincent), Lonesome Town (Ricky Nelson), Coquette (Fats Domino) und Let’s Have a Party (Wanda Jackson).

## Weitere Informationen zu einzelnen Liedern
In Quellen wird erwähnt, dass weitere vier, bisher unveröffentlichte, Lieder aufgenommen wurden: Searchin’, Thumbin’ a Ride, We’re Gonna Move und Fools Like Me. Es ist aber nicht nachweisbar, dass diese Aufnahmen existieren.
Am 16. Oktober 1999 wurde in den Capitol Recording Studios in Hollywood das Buddy-Holly-Lied Maybe Baby mit Jeff Lynne und Paul McCartney als Produzenten aufgenommen. Diese Aufnahme war aber für den Soundtrack des gleichnamigen Spielfilms bestimmt. Das Soundtrackalbum erschien im Juni 2000; in einigen Ländern wurden auch Promotionsingle-CDs hergestellt.

## Wiederveröffentlichungen
- Das Album wurde bisher nicht neu remastert.
- Im Mai 2007 wurde das Album im Download-Format veröffentlicht.
- Am 10. November 2010 wurde das Album bei der Tonträgergesellschaft Hear Music / Universal Music Group wiederveröffentlicht.[3]

## Single-Auskopplungen

### No Other Baby
Am 9. November 1999 wurde in Großbritannien die Single No Other Baby / Brown Eyed Handsome Man / Fabulous als 7″-Vinyl-Single und 5″-CD-Single veröffentlicht. Die 5″-CD-Single erschien in Stereo und in Mono mit einem anderen Cover. Fabulous stammt aus der Aufnahmesession vom Album Run Devil Run.
In den USA wurde am 23. November die 7″-Vinyl-Single No Other Baby / Try Not to Cry ausgekoppelt.

### Promotion- und andere Singleveröffentlichungen
- In Großbritannien wurde noch die Promotion-CD-Single[7] und Promotion-7″-Vinyl-Single[8] Run Devil Run / Blue Jean Bop veröffentlicht.
- In den USA erschien die Promotion-CD-Single Try Not to Cry.[9]
- In Großbritannien wurde noch die Promotion-CD Run Devil Run – Album Sampler mit folgenden Liedern hergestellt:[10] No Other Baby / Brown Eyed Handsome Man / Blue Jean Bop / Run Devil Run / Party.
- Am 7. Dezember 1999 erschien in Großbritannien eine Box mit den folgenden acht Singles:[11]

1. Blue Jean Bop / She Said Yeah
2. All Shook Up / Run Devil Run
3. No Other Baby / Lonesome Town
4. Try Not to Cry / Movie Magg
5. Brown Eyed Handsome Man / What It Is
6. Coquette / I Got Stung
7. Honey Hush / Shake a Hand
8. Party / Fabulous

### Musikvideos
Musikvideos wurden zu den Liedern No Other Baby und Brown Eyed Handsome Man hergestellt.

## Kommerzieller Erfolg

### Chartplatzierungen

#### Album
| ChartsChartplatzierungen       | Höchstplatzierung | Wochen |
| ------------------------------ | ----------------- | ------ |
| Deutschland (GfK)              | 21 (11 Wo.)       | 11     |
| Österreich (Ö3)                | 18 (4 Wo.)        | 4      |
| Schweiz (IFPI)                 | 36 (4 Wo.)        | 4      |
| Vereinigte Staaten (Billboard) | 27 (6 Wo.)        | 6      |
| Vereinigtes Königreich (OCC)   | 12 (14 Wo.)       | 14     |

#### Singles
| Jahr | Titel                                   | Höchstplatzierung, Gesamtwochen, AuszeichnungChartsChartplatzierungen (Jahr, Titel, , Platzierungen, Wochen, Auszeichnungen, Anmerkungen) | Anmerkungen |
| Jahr | Titel                                   | UK | Anmerkungen |
| ---- | --------------------------------------- | --- | ----------- |
| 1999 | No Other Baby / Brown Eyed Handsome Man | UK42 (2 Wo.)UK |             |

### Auszeichnungen für Musikverkäufe
| Land/Region                  | Auszeichnungen für Musikverkäufe (Land/Region, Auszeichnung, Verkäufe) | Verkäufe |
| ---------------------------- | ---------------------------------------------------------------------- | -------- |
| Vereinigtes Königreich (BPI) | Gold                                                                   | 100.000  |
| Insgesamt                    | 1× Gold ·                                                              | 100.000  |

Hauptartikel: Paul McCartney/Auszeichnungen für Musikverkäufe

## Videoveröffentlichungen

### Live at the Cavern Club!
Am 14. Dezember 1999 trat Paul McCartney mit David Gilmour, Ian Paice, Mick Green und Pete Wingfield vor 300 Besuchern im Nachbau des Cavern Club auf. Die Beatles waren zuletzt am 3. August 1963 im Cavern Club aufgetreten und so war das Interesse der Medien groß.
Folgende Lieder wurden vorgetragen und am 25. Juni 2001 in Großbritannien und am 19. Juni 2001 in den USA auf VHS und DVD unter dem Titel Live at the Cavern Club! veröffentlicht, der Regisseur des Konzertfilms war Geoff Wonfor:
1. Honey Hush
2. Blue Jean Bop
3. Brown Eyed Handsome Man
4. Fabulous
5. What It Is
6. Lonesome Town
7. Twenty Flight Rock
8. No Other Baby
9. Try Not To Cry
10. Shake A Hand
11. All Shook Up
12. I Saw Her Standing There
13. Party

Das Konzert wurde im Internet live übertragen sowie in den folgenden Wochen in gekürzter Form in verschiedenen Ländern im Radio gesendet, was zur Folge hatte, dass das Konzert auf Bootlegs veröffentlicht wurde.

### Paul & Friends – The PETA Concert for Party Animals
Am 18. September 1999 trat Paul McCartney mit David Gilmour, Ian Paice, Mick Green und Pete Wingfield erstmals seit 1993 wieder in den USA auf und zwar in den Paramount Studios in Hollywood. Das Benefizkonzert bei dem auch Sarah McLachlan, The B-52s und Chrissie Hynde auftraten, war zu Gunsten der Tierrechtsorganisation PETA (People for the Ethical Treatment of Animals). Paul McCartney spielte folgende sechs Lieder:
1. Honey Hush
2. Brown Eyed Handsome Man
3. No Other Baby
4. Try Not to Cry
5. Lonesome Town
6. Run Devil Run

Die DVD mit diesem Konzert wurde im Januar 2002 veröffentlicht.